# Chuck Vincent
Chuck Vincent, pseudonimo di Charles Vincent Dingley (Michigan, 6 settembre 1940 – Florida, 23 settembre 1991), è stato un regista e sceneggiatore statunitense pornografico. Talvolta utilizzava anche lo pseudonimo Marc Ubell.

## Biografia
Suo padre, Charles Dingley (Carmelo Dingli), era un immigrato proveniente da Malta.
Vincent cominciò la propria carriera negli anni sessanta lavorando in spettacoli teatrali Off-Broadway, occupandosi di vari lavori dietro le quinte per oltre dodici anni.
Nel 1970 diresse il suo primo cortometraggio, The Appointment. Si specializzò quindi in film softcore e hardcore. Si distinse come uno dei registi più sofisticati dell'industria del porno nella cosiddetta "Golden Age of Porn". Il suo film più celebre è Roommates del 1981 che riscosse elogi anche dalla stampa mainstream. Una delle sue attrici preferite era Veronica Hart che spesso scritturava come protagonista dei suoi film.
Nella metà degli anni ottanta, Vincent smise di girare film porno per spostarsi alla regia di vari B-movie. Diresse inoltre il film fantasy Warrior Queen (1987), co-prodotto da Harry Alan Towers e Joe D'Amato, con Sybil Danning e Donald Pleasence.
Dichiaratamente omosessuale, Vincent morì di AIDS il 23 settembre 1991, all'età di 51 anni.

## Riconoscimenti
- 1982 AFAA Award – Best Director per Roommates[9]
- 1982 CFAA Award – Best Director per Roommates[9]
- 1984 AVN Award - Best Screenplay - Film per Puss 'n Boots[10]
- 1991 XRCO Hall of Fame[11]
- 1993 Free Speech Coalition Lifetime Achievement Award – Director[12]

## Filmografia
- Sexpot (1990)
- Party Girls (1990)
- I sogni più pazzi (Wildest Dreams) (1990)
- Enrapture (1989)
- Gli occhi indiscreti di uno sconosciuto II (Bedroom Eyes II) (1989)
- Cleo/Leo (1989)
- Puzzle insanguinato (Thrilled to Death) (1988)
- Bad Blood (1988)
- Sensations (1988)
- Divorce Court Expose (1987)
- Student Affairs (1987)
- Follia! (Deranged) (1987)
- Babes in Joyland (1987)
- New York's Finest (1987)
- Ragazze sotto chiave (Slammer Girls) (1987)
- Super infermiere... lezione di anatomia maschile (Young Nurses in Love) (1987)
- Warrior Queen (1987)
- Quando uno sguardo può uccidere (If Looks Could Kill) (1986)
- Wimps - Studiosi, sfigati e porcelloni... (Wimps) (1986)
- Sex Appeal (1986)
- Sex Crimes 2084 (1985)
- Sex Drive (1985)
- Voyeur (1985)
- Bordello: House of the Rising Sun (1985)
- Jack 'n Jill 2 (1984)
- Violenza a Hollywood (Hollywood Hot Tubs) (1984)
- Preppies (1984)
- Una donna scandalosa (In Love) (1983)
- Puss 'n Boots (1982)
- Dirty Looks (1982)
- Roommates (1981)
- Ragazze petto in fuori (C.O.D.) (1981)
- Games Women Play (1981)
- Gran baldoria la vita... quando i vizi sono bagnati (That Lucky Stiff) (1980)
- Tramp (1980)
- La grande bocca di Odette (Bon Appétit) (1980)
- Hot T-Shirts (1980)
- I superporno fallocrati (Jack & Jill) (1979)
- Summer Camp (1979)
- Erotismo dei sensi (A Matter of Love) (1979)
- Supertilt (1978)
- Bad Penny (1978)
- La candida erotica Lily (Dirty Lily) (1978)
- American Tickler (1977)
- Visions (1977)
- Bang Bang You Got It! (1976)
- Farewell Scarlet (1975)
- Heavy Load (1975)
- Mrs. Barrington (1974)
- Blue Summer (1973)
- Grace's Place (1973)
- Lecher (1973)
- While the Cat's Away... (1972)
- Voices of Desire (1972)
- The Appointment (1971) - cortometraggio